# Кшидловиці
Кшидловиці (пол. Krzydłowice) — село в Польщі, у гміні Ґрембоциці Польковицького повіту Нижньосілезького воєводства.
Населення — 397 осіб (2011).
У 1975-1998 роках село належало до Легницького воєводства.

## Демографія
Демографічна структура станом на 31 березня 2011 року:
|          | Загалом | Допрацездатний вік | Працездатний вік | Постпрацездатний вік |
| -------- | ------- | ------------------ | ---------------- | -------------------- |
| Чоловіки | 211     | 42                 | 152              | 17                   |
| Жінки    | 186     | 36                 | 107              | 43                   |
| Разом    | 397     | 78                 | 259              | 60                   |